# ポケモンボックス ルビー&サファイア
『ポケモンボックス ルビー&サファイア』（ポケモンボックス ルビーアンドサファイア）は、2003年5月30日に株式会社ポケモンより発売されたニンテンドー ゲームキューブ用ユーティリティ。

## 概要
GBAケーブルを用いて、ゲームボーイアドバンス版のポケットモンスターシリーズと連動したプレイを楽しむことができる。
本作は『ポケットモンスター ルビー・サファイア』のみならず、後に発売された『ファイアレッド・リーフグリーン』及び『エメラルド』にも一部制限はあるものの対応している。

## ゲームシステム
全てのモードはゲームボーイアドバンス（以下「GBA」）本体とGBAケーブルを通じて接続している状態でないとプレイすることは出来ないが、起動時とセーブ時以外はGBA本体の電源を切っていても（あるいは接続していなくても）問題は無い。

### ポケモンボックス
ポケモンは、データ化させることでパソコン内の『ボックス』に格納することができるという設定があるが、その『ボックス』の強化版という位置付けが本作である。GBA版では1ボックス当たり30体×14ボックスで計420体のポケモンしか保存できないが、本作では1ボックス当たり60体×25ボックスで計1500体ものポケモンを保存することができる。
1つのメモリーカードを、複数のGBA版のデータで共有することができる。ただし、他人のポケモン（IDナンバーが主人公と異なり、かつ最後に別のGBAデータから預けられたポケモン）は、ポケモン図鑑に100種類以上のポケモンを登録していないと移動させられない。また、『ファイアレッド・リーフグリーン』と『エメラルド』では、一度シナリオをクリアしてポケモン図鑑を「ぜんこく図鑑」にしていないと接続すらできない。
操作感覚は『ポケモンスタジアム』におけるポケモンデータの整理に近く、各ステータスごとにソート可能な表計算ソフト風の「いちらん」も健在であるが、道具をやりとりすることやポケモンを逃がすことはできず、「いちらん」画面上でポケモンを移動させることもできない。預けられる数が大幅に増えたことと、ボックス上のインターフェイスが（本編に倣って）GUIになった事以外は機能的に退化しているといえる。

### ごほうび
「1つのGBA版のデータから一定数のポケモンを預ける」ことで、通常では覚えられない「わざ」を覚えたポケモンのタマゴをもらうことができる。
条件は単に「ポケモンボックス内に一定数のポケモンを置く」では無く、現在接続中のGBAカートリッジのデータから、直接預けたポケモンのみがカウントされる（最後に預けたのが別のGBAデータからであった場合はボックス内にあってもカウントされない）。また、ごほうびをもらったか否かの記録はGBAデータの側になされている。そのため、本作のメモリーカードを初期化しても（GBAカートリッジを初期化しない限り）再度もらうことはできないが、同じメモリーカードでも別のGBA版のデータがあれば再びもらうことができる。

### ディスプレイ
ポケモンボックスに預けてあるポケモンの「コマ」（ポケモンの3Dグラフィックではなく、「ポケモンのドット絵が描かれたコマ」）を作り、3D画面の盤上に自由に配置することができる。飾って楽しむだけのもので、何かのゲームができたり特典があったりするわけではない。もちろん、コマを作成しても元のポケモンがいなくなることはない。1体のポケモンから複数のコマを作ることもできる。

### ぼうけんにでる
『ルビー・サファイア』に限り、ゲームボーイプレーヤーが無くても本作を通してテレビ画面上でプレイすることができる。『ポケモンスタジアム』シリーズにも存在する同様の機能とは異なり、ロムイメージをカートリッジから吸い出すわけではなく、予めディスクにデータが存在しているため起動は早い。『ルビー・サファイア』以外の作品をプレイすることはできない。また、『ポケモンスタジアム』のGBモードのように倍速でプレイすることもできない。
プレイ中、任意のタイミングでプレイ画面をキャプチャすることができる。画面は1つしか保存できないが、ポケモンボックスの壁紙として使用することができる。

## 備考
- 本作の進行役で、ポケモンボックスの管理人であるアズサは、『ルビー・サファイア』においてボックスを管理しているマユミの姉である。後にニンテンドー3DS用ソフト『ポケモンバンク』にも登場する。
- 『どうぶつの森+』同様にメモリーカード59を59ブロック全て使用する。メモリーカード251には対応していない。これは本作が唯一である。